# Rhone-Gletscher (Antarktika)
Der Rhone-Gletscher ist ein Gletscher im ostantarktischen Viktorialand. In der Asgard Range fließt er westlich des Matterhorn-Gletschers in südlicher Richtung zur Mündung des Taylor-Gletschers in den Bonneysee.
Teilnehmer der britischen Terra-Nova-Expedition (1910–1913) kartierten und benannten ihn. Namensgeber ist der gleichnamige Gletscher in der Schweiz.